# Langenorla
Langenorla é um município da Alemanha localizado no distrito de Saale-Orla, estado de Turíngia.
Pertence ao Verwaltungsgemeinschaft de Oppurg.

## Demografia
Evolução da população (31 de dezembro):
| - 1994 - 1.645 - 1995 - 1.720 - 1996 - 1.706 - 1997 - 1.661 | - 1998 - 1.669 - 1999 - 1.525 - 2000 - 1.527 - 2001 - 1.513 | - 2002 - 1.497 - 2003 - 1.494 - 2004 - 1.492 |

 Fonte: Thüringer Landesamt für Statistik